# The Old Dark House (pel·lícula de 1932)
The Old Dark House és una pel·lícula estatunidenca pre-Codi comèdia de terror de 1932 dirigida per James Whale. Basada en la novel·la de 1927 Benighted de J. B. Priestley, la pel·lícula compta amb un elenc de conjunt que inclou Boris Karloff, Melvyn Douglas, Gloria Stuart, Charles Laughton, Lilian Bond , Ernest Thesiger, Raymond Massey i Eva Moore. Ambientada al Gal·les d'entreguerres, la pel·lícula segueix cinc viatgers que busquen refugi d'una violenta tempesta a la casa de camp en decadència de l'excèntrica família Femm.
Els drets d'adaptació de la novel·la de Priestley, un comentari social sobre l'estructura de classes britànica contemporània, van ser adquirits per Universal Pictures a insistència de Whale després de la finalització de Frankenstein (1931) i durant el desenvolupament de L'home invisible (1933). El guió va ser escrit per Benn W. Levy, que abans havia escrit el guió de Waterloo Bridge (1931) per a Whale i Universal, amb contribucions no acreditades de L'home invisible de R. C. Sheriff, i serveix com una adaptació en gran part fidel de la història. A Whale se li va encarregar la selecció del repartiment majoritàriament britànic de la pel·lícula, molts dels quals eren companys de teatre amb una mínima experiència cinematogràfica, i apareixeria en diverses de les seves pel·lícules posteriors.
The Old Dark House no va aconseguir l'èxit de crítica i comercial contemporani de les altres pel·lícules de Whale, i es va retirar de la circulació després que Universal perdés els drets de la novel·la de Priestley, que va ser adaptada per al cinema de nou el 1963 per William Castle per a Columbia Pictures i Hammer Film Productions. Considerada inicialment una pel·lícula perduda, el col·lega de Whale Curtis Harrington finalment va aconseguir recuperar la majoria dels seus elements originals, que van ser restaurats per la George Eastman House. Amb la reavaluació de la filmografia de Whale, The Old Dark House ha obtingut un gran reconeixement de la crítica, i és reconeguda com un clàssic de culte i una de les obres més significatives del director. Va ser col·locat al número 71 de l'enquesta Time Out de les millors pel·lícules de terror.

## Argument
Philip Waverton, la seva dona Margaret i el seu amic Roger Penderel es perden mentre condueixen de nit en una forta tempesta. Troben una antiga casa al camp de Gal·les on reben aixopluc d'Horace Femm i la seva germana Rebecca. L'Horace tem que la tempesta atrapi els convidats a dins. També els adverteix que el seu majordom mut Morgan és un perillós i gran bevedor. Mentre la Rebecca acompanya la Margaret a un dormitori per canviar-se de roba, li parla de la família Femm, que la Rebecca diu que era pecadora i impia. També acusa Margaret de ser pecadora. La Rebecca revela que el seu pare de 102 anys, Sir Roderick Femm, encara viu a la casa.
Durant el sopar, al grup s'uneixen Sir William Porterhouse i una noia del cor amb el nom artístic de Gladys DuCane, que també va buscar refugi de la tempesta. Mentre el grup conversa al costat de la llar de foc, la Gladys revela que el seu nom real és Perkins. En Roger i la Gladys van a buscar una mica de whisky del seu cotxe. Els llums elèctrics s'apaguen i la Rebecca li diu a l'Horace que agafi un llum d'un replà de dalt. L'Horace té por d'anar a dalt, així que en Felip se'n va. Mentre va a buscar el llum, s'adona d'una habitació tancada i sent una veu que ve d'una altra habitació. William va a ajudar la Rebecca a tancar una finestra, deixant a Margaret sola. Morgan, ara borratxo, l'ataca i la persegueix per les escales fins a Philip, que baixa amb el llum. En Philip llança el llum a Morgan, fent-lo caure per les escales.
Roger i Gladys comencen a coquetejar mentre beuen i fumen. La Gladys diu que la seva relació amb William és platònica, i suggereix que hauria de viure amb Roger. Tornen a la casa, on desperten en William i li expliquen el seu nou romanç. Mentrestant, Philip i Margaret entren a l'habitació on va sentir la veu; hi troben en Roderick Femm. Els adverteix sobre el seu fill gran, Saul, un piròman boig guardat a l'habitació tancada. Philip i Margaret descobreixen que Morgan ha deixat sortir en Saul; baixen per avisar els altres convidats. Morgan baixa les escales i càrrega contra Margaret. Philip i William arrosseguen Morgan a la cuina mentre la Rebecca fuig al seu dormitori. Roger diu a Margaret i Gladys que s'amaguin en un armari. En Saül baixa les escales i noqueja en Roger. En Saul roba una branca encesa de la llar de foc i cala foc a una cortina abans que Roger es desperti. Lluiten i cauen d'un replà; Saul és assassinat i Roger ferit. Morgan surt de la cuina i torna a la sala principal. Allibera la Margaret i la Gladys de l'armari abans de portar el cos de Saul a dalt.
Al matí, la tempesta s'ha calmat. L'intent de Saül de cremar la casa ha causat pocs danys. Philip i Margaret marxen a buscar una ambulància, mentre que Gladys i William es queden per atendre les ferides d'en Roger. En despertar-se, en Roger demana a Gladys que es casi amb ell, i ella el fa un petó feliç com a resposta.

## Repartiment
- Boris Karloff com a Morgan
- Melvyn Douglas com a Roger Penderel
- Raymond Massey com a Philip Waverton
- Gloria Stuart com Margaret Waverton
- Charles Laughton com Sir William Porterhouse
- Lilian Bond com a Gladys DuCane/Perkins
- Ernest Thesiger com a Horace Femm
- Eva Moore com a Rebecca Femm
- Brember Wills com a Saul Femm
- Elspeth Dudgeon com Sir Roderick Femm (acreditat com a "John Dudgeon")

## Desenvolupament i producció
El productor d'Universal Studios Carl Laemmle Jr. va convidar el guionista Benn Levy d'Anglaterra a Universal City després de quedar impressionat amb el guió de Levy per a Waterloo Bridge (1931), que també va ser dirigida per James Whale. Levy va ser cedit a Paramount Pictures, on va treballar en el guió de Devil and the Deep. Quan Levy va acabar de treballar a la pel·lícula, va tornar a Universal per començar a treballar a The Old Dark House. La pel·lícula es basa en la novel·la Benighted (1927) de J. B. Priestley, sobre la desil·lusió posterior a la Primera Guerra Mundial. Va ser publicat als Estats Units sota el mateix títol que la pel·lícula. Adaptat per a la pantalla per R. C. Sherriff i Benn Levy, la pel·lícula segueix la trama original del llibre, alhora que afegeix nivells de comèdia a la història.

## Llançament i recepció originals
The Old Dark House es va veure prèviament a principis de juliol de 1932. Als Estats Units, Variety i The Hollywood Filmograph va donar crítiques negatives a la pel·lícula, amb Variety anomenant-la una "pel·lícula una mica absurda". Els nou diaris de Nova York van donar crítiques positives a la pel·lícula.
The New York Times va elogiar la pel·lícula, afirmant: "Hi ha una gran quantitat de talent en aquesta producció... com Frankenstein, [va] tenir l'avantatge de ser dirigida per James Whale, que torna a demostrar la seva habilitat." La pel·lícula va fer un bon negoci a la taquilla durant la primera setmana d'estrena, però més tard va patir un boca-orella negatiu. Es va reservar durant tres setmanes al Rialto Theatre a Nova York, però la participació del públic va baixar a menys de la meitat en la seva segona setmana i la pel·lícula va ser retirada després de deu dies. La pel·lícula va tenir un millor rendiment al Regne Unit, on va batre rècords al Capitol Theatre a Londres. Va ser reestrenada als cinemes el 1939.

## Redescobriment i reputació

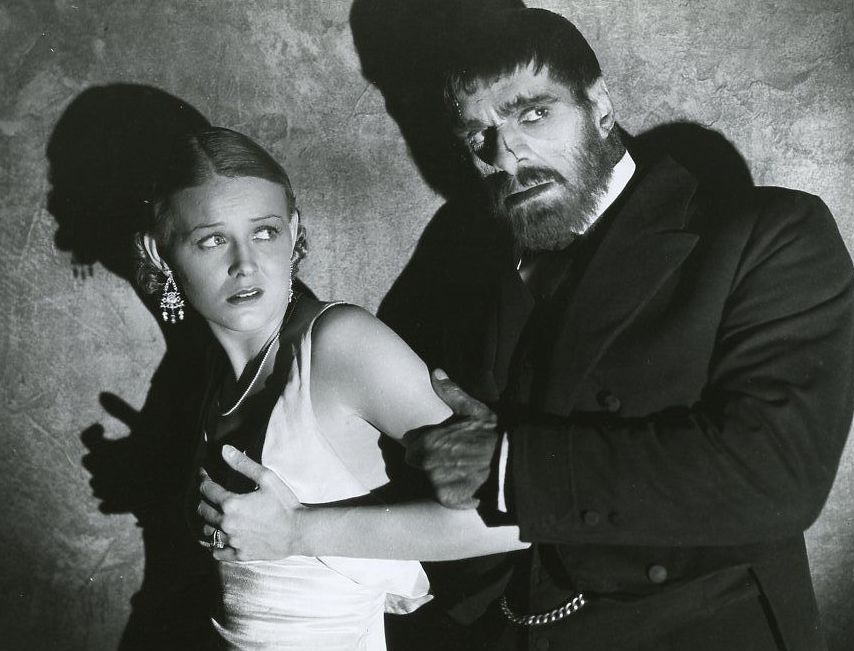
Gloria Stuart i Boris Karloff a la pel·lícula

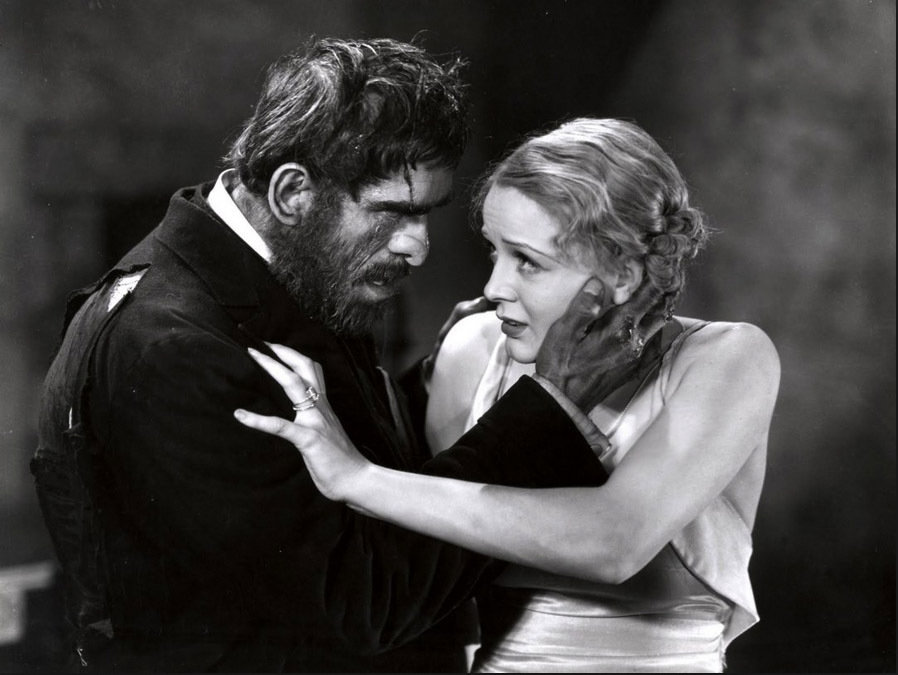
Boris Karloff i Gloria Stuart a la pel·lícula

El 1957, Universal Studios va perdre els drets de la història original, i es va estrenar un remake el 1963, dirigida per William Castle i coproduïda amb Hammer Film Productions. Durant molts anys, la versió original es va considerar una pel·lícula perduda i va guanyar una gran reputació com una de les pel·lícules de terror gòtic preeminents. El director Curtis Harrington, un amic de Whale, va ajudar a redescobrir The Old Dark House, va demanar repetidament a Universal Studios que localitzés el negatiu de pel·lícula. Harrington finalment va descobrir una impressió de la pel·lícula a les voltes d'Universal el 1968. Va persuadir l'arxiu de pel·lícules de George Eastman House perquè financés un nou negatiu duplicat del primer rodet mal conservat, i restaurar la resta de la pel·lícula.
La recepció moderna ha estat generalment més favorable que les crítiques el 1932, el lloc web de classificació de pel·lícules Rotten Tomatoes va informar que el 96% dels seus crítics han donat ressenyes positives a la pel·lícula, basant-se en 26 crítiques amb una valoració mitjana de 8,37 sobre 10. Ali Catterall de Channel 4 es va referir a la pel·lícula com "Impressionantment atmosfèrica i hilarantment ombrívola", i Time Out London van elogiar la pel·lícula; "Whale aconsegueix parodiar les convencions del gènere de terror de la casa fosca a mesura que les crea, en aquest sentit la pel·lícula segueix sent totalment moderna." Karl Williams de la base de dades de pel·lícules Allmovie, va escriure, "a la dècada de 1960 [la pel·lícula havia] assolit un estatus semblant a un graal entre els fans del director James Whale...The Old Dark House va ser reconsiderada com una joia de culte, part de la renovació de l'interès pels talents de Whale molts anys després del seu cim creatiu."
A principis de la dècada de 2010, Time Out va realitzar una enquesta a diversos autors, directors, actors i crítics que havien treballat dins del gènere de terror per determinar les seves millors pel·lícules de terror. The Old Dark House es van situar al número 71 de la seva llista de les 100 millors.
La pel·lícula també va servir d'inspiració per a The Rocky Horror Picture Show i Thundercrack!.

### Obres citades
- Hallenbeck, Bruce G. Comedy-Horror Films: A Chronological History, 1914–2008.  McFarland, 2009. ISBN 978-0-7864-1112-2.
- Mank, Gregory William. Hollywood Cauldron.  McFarland, 2001. ISBN 0-7864-3332-9.
- Nollen, Scott Allen. Boris Karloff.  McFarland, 1991. ISBN 0-89950-580-5.
- Horror Poster Art.  London: Aurum Press Limited, 2004. ISBN 1-84513-010-3.